# Vorkreist
Vorkreist – francuska muzyczna grająca death metal, założona w 1999 roku w Paryżu. Stylem grania zespół jest porównywany m.in. do zespołu Antaeus oraz Hell Militia. 
Nazwa zespołu jest barbaryzmem co w dosłownym tłumaczeniu oznacza anarchizm.
Vorkreist został założony w 1999 roku. Kariera zespołu rozwinęła się w 2001 roku po nagraniu demo zespołu. W 2003 roku zespół nagrał swoją pierwszą płytę pt. "Sabbathical Flesh Possession". Na przełomie 2006 i 2007 roku, Vorkreist wydał swoją drugą płytę, "Sublimation XXIXA" która została pozytywnie oceniona przez krytykę oraz fanów zespołu.  
We wrześniu 2007 roku zespół odbył trasę koncertową promującą nową płytę. Na trasie po Europie zespół zagrał wspólnie m.in. z takimi zespołami jak Horna oraz Blacklodge.

## Muzycy
Obecny skład zespołu
- SohR-KaSM - wokal
- AK - gitara
- Es-X - gitara
- LSK - bass
- D.Terror - perkusja

Byli członkowie zespołu
- Silmaeth - gitara

## Dyskografia
- Sermons of Impurity (demo) – 2001
- Sabbathical Flesh Possession - 2003
- Sublimation XXIXA - 2006